# Zbereże
Zbereże (prononciation [zbɛˈrɛʐɛ]) est un village de la gmina de Wola Uhruska, du powiat de Włodawa, dans la voïvodie de Lublin, situé dans l'est de la Pologne.
Il se situe à environ 10 kilomètres au nord de Wola Uhruska (siège de la gmina), 20 kilomètres au sud-est de Włodawa (siège du powiat) et 80 kilomètres à l'est de Lublin (capitale de la voïvodie).
Sa population s'élevait à 133 habitants en 2013.

## Administration
De 1975 à 1998, le village est attaché administrativement à l'ancienne voïvodie de Chełm.

Depuis 1999, il fait partie de la nouvelle voïvodie de Lublin.